# Гаєвський Григорій Іванович
Гаєвський Григорій Іванович (*близько 1710 — †після 1773) — осавул Стародубського полку. Вихованець Києво-Могилянської академії.

## Біографія
Навчався у Києво-Могилянській академії (1720-ті рр.). 1727 — значився у списках студентів класу поетики.
Служив при Полтавській полковій канцелярії (1733—1737). 1737 був «на лінії», протягом всієї зими стеріг «магазин» (склад) в Царичанці. Брав участь у Кримському поході як писар.
1737—1748 — канцелярист Генеральної військової канцелярії. 1748 року отримав посаду судового писаря Стародубського полку. Приступаючи до служби, 6 жовтня 1748 року присягнув на вірність імператриціці Єлизаветі Петрівні в Глухівській церкві Василя Великого, про що свідчив священик Корнелій Афанасіїв.
Зарахований до значкових товаришів Стародубського полку. 1760—1763 — хорунжий, 1764—1773 — осавул, змінив Павла Лобисевича. 1767 — у складі делегації козаків до Комісії зі складання проекту Нового Уложення законів Російської імперії, які вимагали відновити в Україні гетьманство.
Мав молодшого брата Федора Гаєвського, який 1738 року звільнився з військової служби за клопотанням старшого брата у зв'язку з тим, що їхні батьки загинули, а все господарство й дім пограбували й зруйнували татари.